# Schobbejak (natuurgebied)
De Schobbejak is een natuurgebied nabij de tot de West-Vlaamse gemeente Jabbeke behorende plaats Stalhille.

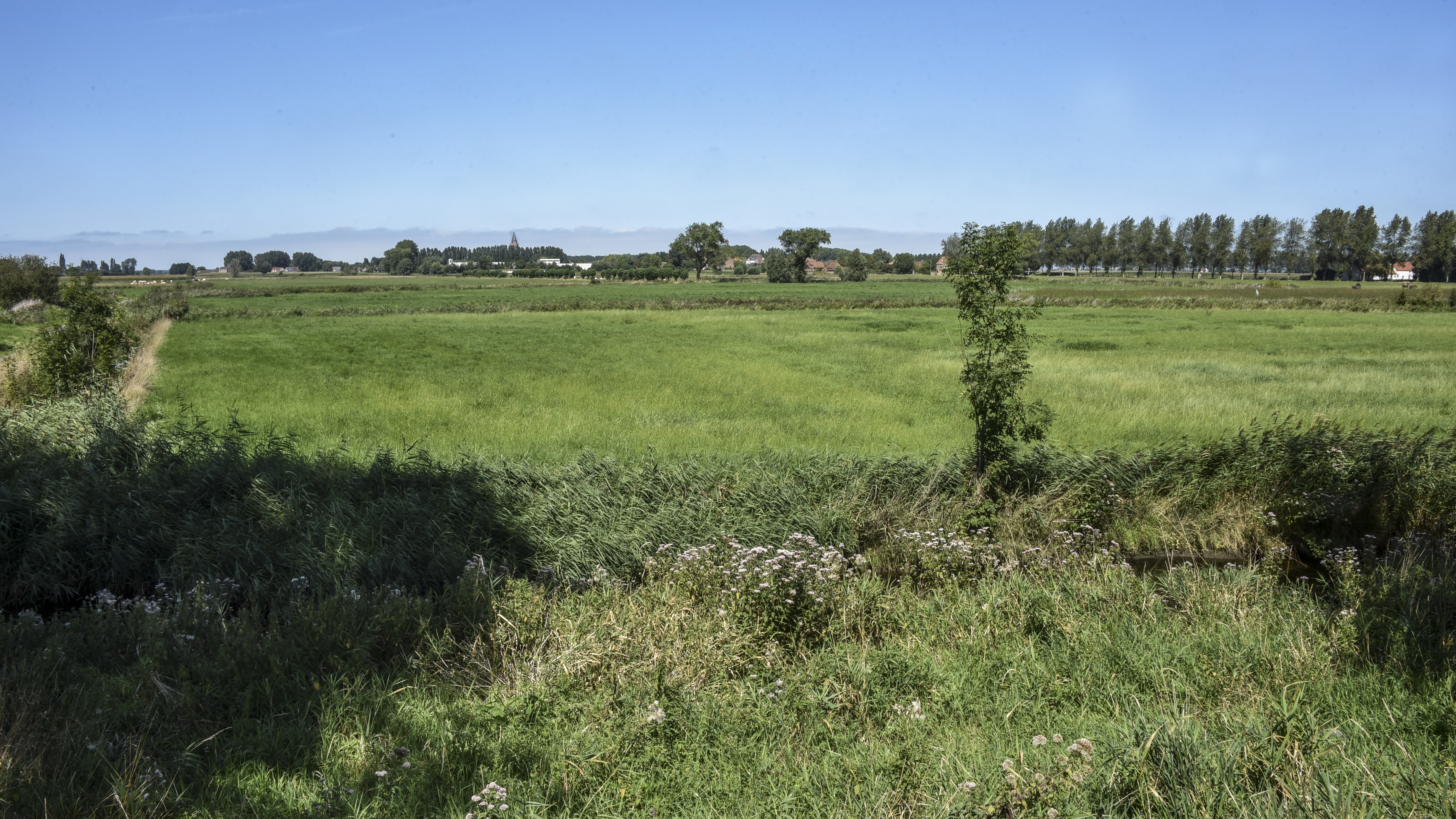
Schobbejak

Het terrein ligt in het West-Vlaams poldergebied en vloeide voort uit samenwerking tussen landbouwers en onder meer het Agentschap voor Natuur en Bos, dat 20 ha in beheer heeft. In het polderlandschap ziet men onder meer weidevogels als grutto, tureluur en scholekster, terwijl ook de bruine kiekendief er voorkomt. In de rietlanden broedt Cetti's zanger en in de winter is het een foerageergebied voor watervogels.